# Zhao Yan (peintre)
Pour les articles homonymes, voir Zhao Yan.

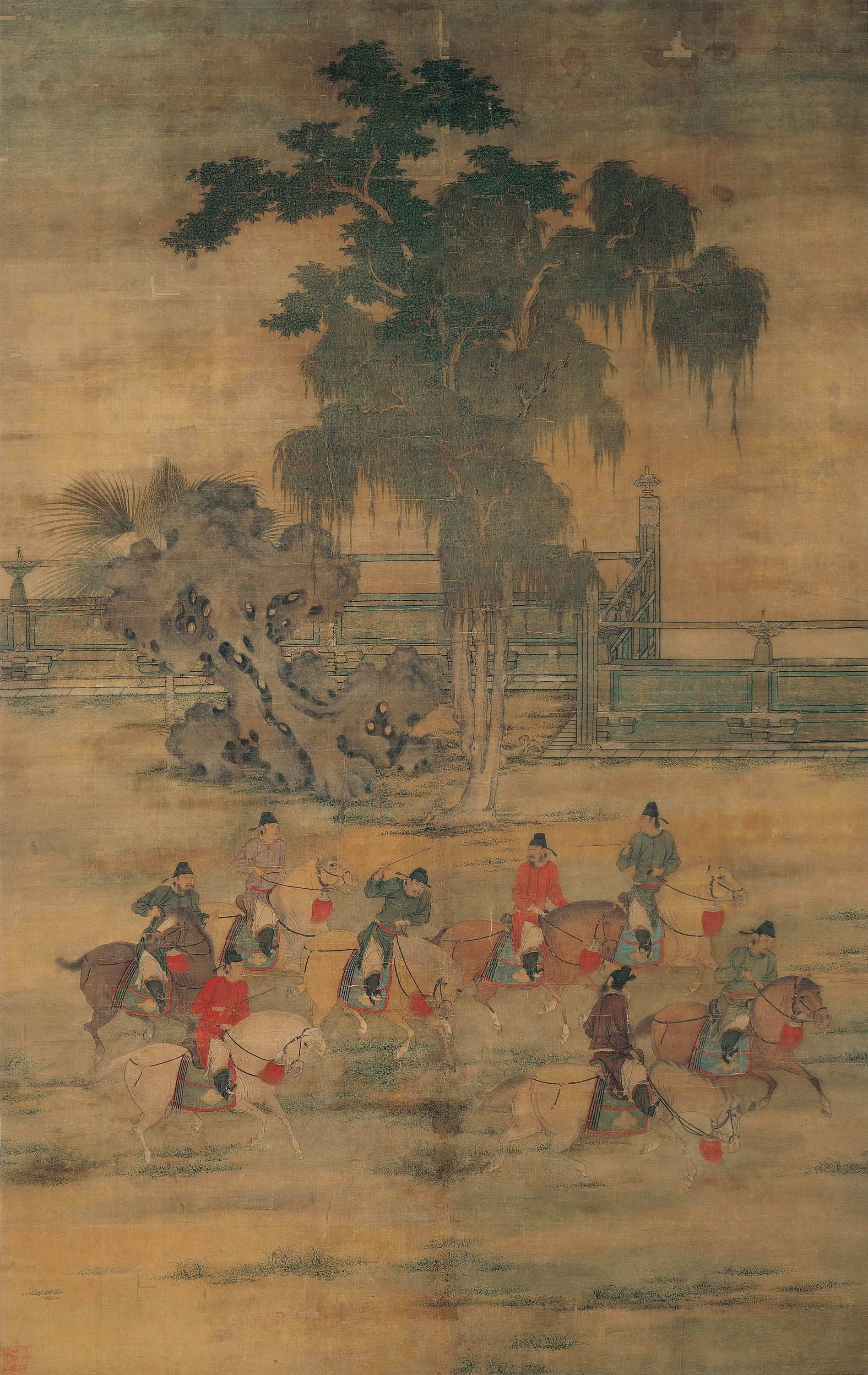
Huit cavaliers au printemps par Zhao Yan

Zhao Yan ou Chao Yen ou Tchao Yen (趙喦), de son vrai nom : Zhao Lin (趙霖), surnommé : Luzhan (鲁瞻) est un peintre chinois du Xe siècle. Il est actif dans la première moitié du Xe siècle.

## Biographie
Gendre de l'empereur Taizu de la dynastie des Liang postérieurs (règne 907-912), il est peintre de figures et de chevaux ; le National Palace Museum de Taipei conserve un rouleau en hauteur, en encre et couleurs sur soie, dont l'attribution à Zhao Yan est plausible, Huit aristocrates par une excursion printanière.

## La peinture de personnageslaïcs
À la dynastie des Song il y a probablement peu de différence, entre ceux qui peignent des images religieuses et ceux qui peignent des tableaux laïcs ou historiques. Les mêmes maîtres et ateliers peuvent produire un type d'image pour un client, et un autre type pour d'autres besoins. Un remarquable exemple de ce type d'artiste est illustré, au début du Xe siècle, par le gendre impérial Zhao Yan (date présumée de sa mort: 922), qui vit en Chine du Nord sous cette même dynastie des Liang au sein de laquelle Jing Hao et Guan Tong travaillent tous deux comme maîtres paysagistes.

Zhao, qui mène la noble existence des princes impériaux, est un spécialiste passionné de l'art et un peintre éminent .Malheureusement, la seule œuvre existante à lui être encore associée est une composition classique des Song représentant des cavaliers galopant lors d'une excursion printanière, connue comme les Huit cavaliers au printemps. Actuellement, il n'y a aucun moyen d'attribuer à de telles peintures une date plus précise que la large période allant du dixième au onzième siècle. Quoi qu'il en soit, Zhao est admiré pour ses peintures de cavaliers princiers, et ce tableau correspond exactement à cette image.

## Style et talent pictural
Les chevaux sont fougueux et vigoureux, leurs cavaliers de jeunes et joyeux drilles, caractéristique de que doit être l'aristocratie de sang dans la majeure partie du monde à l'époque médiévale. Plus impressionnantes sont l'absolue habileté et la beauté du talent pictural prodiguées dans cette œuvre. La composition est puissante et architectonique, bâtie sur une forte structure d'édifices, d'arbres et de jardins de rocaille : il s'agit probablement d'un parc de dimensions impériales. Les chevaux et leurs cavaliers superbement vêtus traversent le premier plan, dans des poses variées, en un impressionnant cortège déployé dans l'espace.

## Scène d'illusion
Les couleurs des costumes à elles seules sont exceptionnellement belles. On imagine les spectateurs de l'époque poussant des exclamations de stupeur devant la profondeur du bleu du ciel, l'intensité des rouges, l'incandescence des verts et des pourpres. Cet éventail de couleurs se déploie d'un bout à l'autre de la composition, jusqu'au sommet du plus haut des arbres où pointent des feuilles vert jade, et jusqu'à l'herbe moussue aux tons d'ocre-brun. Les peintres tels que ce « Zhao Yan » tentent de créer des fenêtres ouvertes sur le monde, réalistes et propres à engendrer l'illusion, exactement comme les grands maîtres paysagistes de l'époque.

## Anonyme assimilable

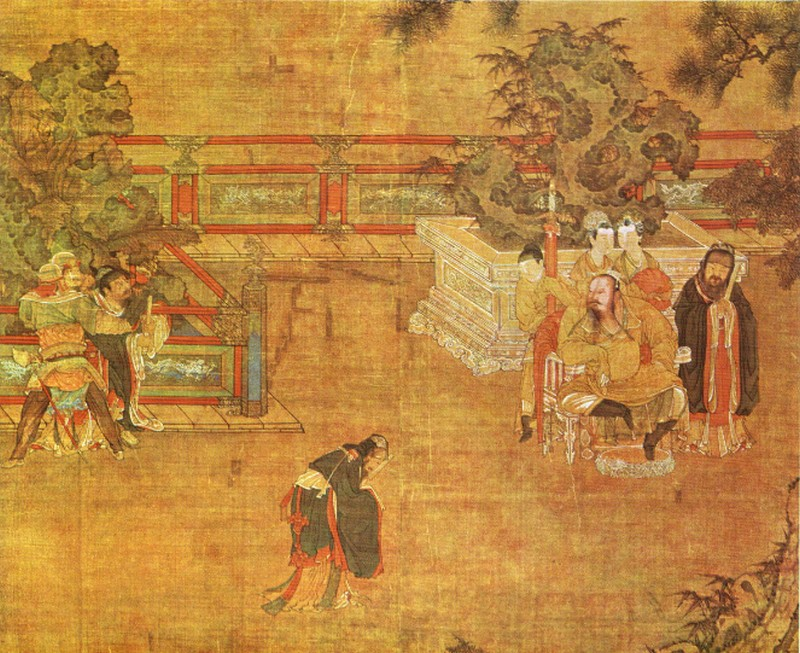
La balustrade brisée, suiveur de Zhao Yan

Une autre peinture de cette époque, reproduite dans un jardin et un décor architectural identiques à ceux des Huit cavaliers au printemps, de l'entourage de Zhao sinon de lui-même, ou suiveur de ce dernier, raconte la dramatique histoire de La balustrade brisée, un événement réel qui s'est produit à la dynastie des Han. Exécutée sans aucun doute pour la cour impériale, l'œuvre proclame la moralité, la justice et la droiture du gouvernement envers ceux qui le servent. Les événements illustrés démontrent la sagesse de l'empereur qui récompense ou punit selon une rigoureuse justice.